# Adolfo Pérez Esquivel

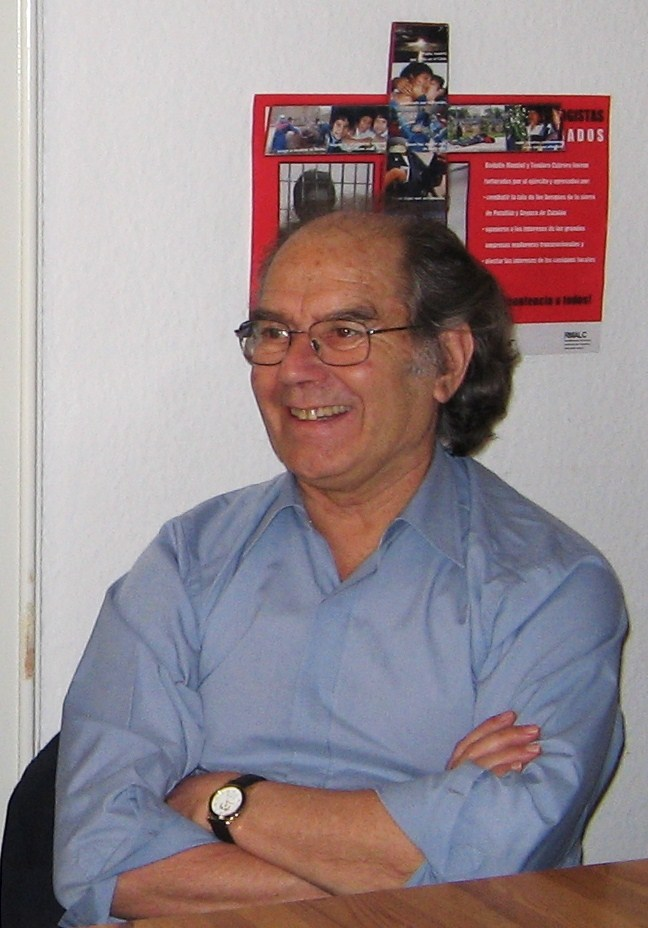
Adolfo Pérez Esquivel 2012

Adolfo María Pérez Esquivel (* 26. November 1931 in Buenos Aires) ist ein argentinischer Bildhauer, Architekt und Bürgerrechtler. 1980 erhielt er auf Grund seines an Mahatma Gandhi orientierten gewaltfreien Einsatzes für die Menschenrechte den Friedensnobelpreis. 1987 übernahm er das Präsidentenamt der International League for the Rights and Liberation of People. Er ist Mitglied des Ehrenschutzkomitees der Internationalen Koordination für die Dekade für eine Kultur des Friedens und der Gewaltfreiheit für die Kinder der Welt (2001–2010).

## Leben und Werk

### Frühe Jahre und künstlerisches Schaffen
Adolfo Pérez Esquivel wurde 1931 in Buenos Aires in Argentinien geboren; sein Vater stammte aus Spanien und war Fischer. Seine Mutter war Tochter einer Guarani-Indianerin. Als 3-Jähriger verlor er seine Mutter. Der Vater konnte die kleinen Kinder nicht betreuen und so wurde Esquivel als Halbwaise, in ein von Nonnen geführtes Waisenheim gebracht. Der Moment der Abgabe und die Zeit im Heim waren für ihn prägend. Er rebellierte gegen die harte Erziehung der Nonnen und erlebte durch die Haushälterin Josefa Güte und Förderung der künstlerischen Begabungen. Nach dem Abitur nahm er ein Studium der Architektur an der Kunsthochschule in Buenos Aires auf. 1956 schloss er dieses Studium mit dem Diplom ab. Er arbeitete in der Folge als Bildhauer und lehrte bis 1974 als Professor Architektur an mehreren Hochschulen. Als Bildhauer gewann er mit dem Premio la Nación de Escultura einen der wichtigsten Kulturpreise des Landes. Mit seinem 1966 geschaffenen Werk Templo del Sol versuchte er präkolumbische Kunstmerkmale in seine Kunst einfließen zu lassen, daneben stellte die Mutterschaft eines seiner zentralen Themen dar.

### Sozialer Einsatz
Im Jahr 1968 gehörte Adolfo Pérez Esquivel auf einer Konferenz aller lateinamerikanischen Menschenrechtsgruppen zu den Begründern der Organisation Servicio Paz y Justicia (Dienst für Frieden und Gerechtigkeit) als Dachorganisation für diese Organisationen. Dies war eine Reaktion auf die politischen und sozialen Verhältnisse in Argentinien unter der Herrschaft des Diktators Juan Carlos Onganía, die mit einer Verelendung einer breiten Bevölkerungsschicht sowie staatlichen Repressalien einhergingen.
Im Jahr 1973 gründete er die Zeitung Paz y Justicia als Monatszeitschrift und Organ für die lateinamerikanische Menschenrechtsbewegung. 1974 gab er seine Professorentätigkeit auf und widmete sich vollständig der Arbeit in der Organisation und der Koordinierung der Gruppen in Lateinamerika. In dem Jahr wurde er auch zum Generalsekretär der Organisation gewählt, er selbst konzentrierte sich auf die Förderung der Ausbildung der Armen und die Selbsthilfe. 1974 startete er außerdem eine Kampagne für landsuchende Indigene. 1975 bereiste er Paraguay und unterstützte die sich dort etablierende Bauernliga bei ihrem Kampf gegen Regierungsattacken.
1976 bereiste Adolfo Pérez Esquivel Europa und die USA und suchte dort Unterstützung für die Ziele und Bemühungen seiner Organisation. In dem Jahr wurde die argentinische Präsidentin Isabel Perón durch einen Militärputsch gestürzt und von General Jorge Rafael Videla abgelöst. In der nun folgenden Militärdiktatur wurde die Pressefreiheit eingeschränkt und Kritik im Lande durch Folter, Entführung und „Verschwindenlassen“ von 30.000 Menschen unterdrückt. 1977 wurde auch Adolfo Pérez Esquivel verhaftet und für 14 Monate inhaftiert und gefoltert. Während dieser Zeit wurde er von amnesty international betreut. 1978 wurde er – nicht zuletzt dank der erfolgreichen amnesty-Kampagne – wieder freigelassen, jedoch für weitere neun Monate unter Hausarrest gestellt. Erst 1980 konnte er wieder aktiv werden. Als er in diesem Jahr den Friedensnobelpreis erhielt, war er selbst überrascht, und auch international kam diese Entscheidung überraschend.
Nach dem Einmarsch der argentinischen Truppen auf die Falklandinseln (Islas Malvinas) und der nachfolgenden Niederlage im Falklandkrieg wurde die Militärregierung unter Leopoldo Galtieri auch angesichts der desolaten wirtschaftlichen Situation des Landes derart geschwächt, dass sein militärischer Nachfolger im Präsidentenamt, Reynaldo Bignone als Ausweg demokratische Wahlen einberufen ließ, aus denen Raúl Alfonsín als Präsident Argentiniens in freien Wahlen hervorging. Die Mitglieder der Militärjunta wurden 1985 zu Haftstrafen verurteilt, die aber bereits 1989/90 durch den Gebrauch des Begnadigungsrechts unter Präsident Carlos Menem aufgehoben wurden. Dadurch wandelte sich die faktische Straffreiheit während der Militärdiktatur zu einer legalisierten Straffreiheit unter der demokratischen Regierung.
Adolfo Pérez Esquivel wurde 1987 zum Präsidenten der International League for the Rights and Liberation of People. Nebenher doziert er an der Universidad de Buenos Aires an der Fakultät für Sozialwissenschaften (Facultad de Ciencias Sociales). Er erhielt die Ehrendoktorwürde der St. Joseph University in Philadelphia. Sein Preisgeld wendete er vor allem für die Unterstützung seiner Organisation, für Indigene im Land sowie für wohnungslose Familien auf.
Seit 2004 ist Adolfo Pérez Esquivel Mitglied der Jury des Internationalen Nürnberger Menschenrechtspreises.
Als großer Freund des Kinderhilfswerks und Sozialprojekts „Fundação Vida Para Todos - ABAI“ in Mandirituba (Südbrasilien) und dessen Gründerin Marianne Spiller-Hadorn hat Adolfo Pérez Esquivel im Jahr 2010 an der Jubiläumsveranstaltung anlässlich des 30. Jahrestages der Organisation teilgenommen. Dabei überreichte er der Organisation ein selbstgemaltes Bild, welches die Mãe Terra (Mutter Erde) symbolisiert und auf die öko-spirituelle Dimension hindeutet, die ein wichtiger Aspekt der Arbeit der „Fundação Vida Para Todos - ABAI“ bildet. Diese wird durch den Schweizer Verein „ABAI Freunde – Vida Para Todos“ ideell und finanziell unterstützt.
Zusammen mit den beiden Friedensnobelpreisträgern Erzbischof Desmond Tutu und Mairead Corrigan verfasste er im November 2012 einen offenen Brief, in dem Chelsea Manning (damals unter dem Namen Bradley Manning bekannt) „ein mutiger Informant, der Verbrechen in Afghanistan und im Irak aufgedeckt habe“ genannt wird. Der Obergefreite der US-Streitkräfte verdiene Gnade statt Strafverfolgung schrieben die drei Friedensnobelpreisträger in dem am 3. Dezember 2012 in der Zeitschrift The Nation veröffentlichten Brief.
Von 2004 bis 2016 gehörte er der Jury des Internationalen Nürnberger Menschenrechtspreises an.

## Schriften
- Christ in a Poncho. Testimonials of the Nonviolent Struggles in Latin America. Herausgegeben von Charles Antoine. Orbis Books, Maryknoll 1983.

## Filmografie
- Charlotte Eichhorn: Der gewaltfreie Rebell: Adolfo Pérez Esquivel, Friedensnobelpreisträger, 3sat, Erstausstrahlung 14. Februar 2009.[5]